# أحمد عمر
أحمد عمر هو دراج مغربي من مواليد 1933 بمدينة الدار البيضاء، شارك في أولمبياد 1960.